# Eugenia dittocrepis
Eugenia dittocrepis är en myrtenväxtart som beskrevs av Otto Karl Berg. Eugenia dittocrepis ingår i släktet Eugenia och familjen myrtenväxter. Inga underarter finns listade i Catalogue of Life.